# Arnaldo Silva
Pour les articles homonymes, voir Silva.
Arnaldo Silva, de son nom complet Arnaldo José da Silva, appelé simplement Arnaldo, est un footballeur portugais né le 1er février 1944 à Bissau et mort le 24 mai 1999. Il évoluait au poste de milieu de terrain.

## Biographie

### En club
Né en Guinée portugaise, Arnaldo gagne la métropole portugaise en 1963 pour représenter le GD CUF,,.
Sur la période 1965-1968, il est prêté au Vilanovense FC, au Leixões SC et au GD Riopele,,.
Titulaire au sein du GD CUF, Arnaldo quitte le club après 10 saisons passées sous ses couleurs en 1976 pour rejoindre le CD Montijo,,.
Après une unique saison à Montijo, il est transféré au FC Barreirense,,.
De 1979 à 1981, il est joueur de l'Amora FC,,.
Arnaldo revient au FC Barreirense en 1981-1982,,.
Par la suite, il représente des clubs évoluant dans les divisions inférieures portugaises : l'União Almeirim (pt), l'Estrela de Vendas Novas (en), le Seixal FC et  Vilafradense,,.
Arnaldo raccroche les crampons après la saison 1986-1987,,.
Il dispute un total de 342 matchs pour 48 buts marqués en première division portugaise,. Au sein des compétitions européennes, il dispute 4 matchs en Coupe UEFA pour aucun but marqué.

### En équipe nationale
International portugais, il reçoit une unique sélection en équipe du Portugal en 1974. Le 3 avril, il joue un match amical contre l'Angleterre (match nul 0-0 à Lisbonne).